# Isotoma propinqua
Isotoma propinqua (лат.) — вид коллембол рода Isotoma (Desoria) из семейства изотомид (Isotomidae). Голарктика.

## Описание
Мелкие коллемболы (около 2 мм). Окраска варьирует от тёмной до светло-серой, серовато-красной или серовато-голубоватой. Пигментация зернистая. Формула глаз 8+8. Денс с 10—12 дорсальными щетинками. Абдоминальные сегменты V—VI разделённые с короткими гладкими макрохетами. Эврибионтный вид, обнаруженный в различных лесах, на лугах, в урбосреде, лугово-степных и степных фитоценозах и на крымской яйле. Редкий или обычный. Встречается в Европе и Северной Америке, в подстилочном слое, муравейниках, норах грызунов.